# Mobitex
Mobitex is een radionetwerk voor pakket-geschakelde mobiele datacommunicatie. Het wordt onder meer gebruikt door de politie, ambulances, de brandweer en defensie. Mobitex werd begin jaren tachtig ontwikkeld in Zweden door Televerket Radio. Vanaf 1988 werd de ontwikkeling ondergebracht in een joint venture met Ericsson, Eritel, en later in een aparte bv van Ericsson zelf. Begin jaren tachtig werd het eerste netwerk in de Verenigde Staten gebouwd. Sinds 1986 is er een Mobitex-netwerk operationeel in Zweden, en sinds 1993 in de Benelux (exclusief geëxploiteerd door eerst RAM Mobile Data, en vanaf 2015 door Entropia). Momenteel zijn er wereldwijd meer dan 30 netwerken actief op vijf continenten. In China en Zuid-Amerika worden nieuwe netwerken gebouwd.
Mobitex is een smalbandig datanetwerk, dat vooral geschikt is voor short burst data. Mobitex-kanalen zijn 12,5 kHz breed. In Noord-Amerika gebruikt het netwerk 900 MHz, in Europa 400-450 MHz. Het modulatieschema is Gaussian minimum shift keying (GMSK) en er wordt gebruikgemaakt van het slotted aloha protocol.
In het midden van de jaren 80 werd Mobitex populair onder consumenten, doordat het de mogelijkheid van tweeweg paging bood. Het was daarmee wereldwijd het eerste netwerk met always on draadloze push e-maildiensten, zoals RadioMail. Het netwerk werd gebruikt bij de ontwikkeling van BlackBerry en die van pda's zoals de Palm VII.
Voor dergelijke toepassingen is Mobitex in Europa in onbruik geraakt door de opkomst van gsm. Mobitex wordt nu met name gebruikt voor bedrijfskritische toepassingen (ambulance, politie, defensie), en voor toepassingen waarbij tijdelijk wegvallen praktische problemen geeft (taximeters, parkeermeters, wegenwacht).
Mobitex wordt tegenwoordig wereldwijd vermarkt door Mobitex Technology.